# Promulgare
Promulgarea este actul prin care șeful unui stat dispune publicarea și intrarea în vigoare a unui proiect de lege votat de organul legislativ sau proclamarea oficială (declararea) că o nouă lege statutară sau administrativă este adoptată după aprobarea sa finală. În unele jurisdicții, acest pas suplimentar este necesar înainte ca legea să intre în vigoare.
După aprobarea unei noi legi, aceasta este anunțată publicului prin publicarea în buletinele guvernamentale și/sau pe site-urile web oficiale ale guvernului. Legile naționale de importanță extraordinară pentru public pot fi anunțate de șeful statului sau șeful guvernului la o emisiune națională. Legile locale sunt de obicei anunțate în ziarele locale și publicate în buletine sau compendii de reglementări municipale.

## Detalii specifice jurisdicției

### Armenia
Proiectele de lege sunt adoptate de Președintele Armeniei și publicate în Monitorul Oficial al Republicii Armenia.

### România
Proiectele de lege trebuie promulgate de către Președinte și ulterior publicate în Monitorul Oficial.

### Spania
Articolul 91 din Constituția Spaniei stabilește că proiectele de lege, după ce sunt adoptate de Cortes Generales, trebuie să fie sancționate (adică să li se dea acordul regal) de Regele Spaniei în termen de două săptămâni de la adoptare. Regele le va promulga și va publica imediat în Monitorul lor Oficial, Boletín Oficial del Estado.